# Dassault Mirage 4000
Dassault Mirage 4000, (фр. вимова: [daˈso], інколи називають Super Mirage 4000) — французький реактивний винищувач. Побудований компанією Dassault Aviation на основі літака Dassault Mirage 2000.

## Розробка та проектування
Mirage 4000 був помітно більший та важчий ніж його попередник Mirage 2000. Новий літак було оснащено двома газотурбінними двигунами Snecma M53-2. Розроблений за схемою «качка», на літаку було встановлено трикутні крильця одразу над повітрязабірниками. Так само як і попередник Mirage 2000, новий Mirage 4000 мав трикутне крило та округлі повітрязабірники у своїй компоновці.
Літак здійснив свій перший політ 9 березня 1979 року. Польоти здійснювались за рахунок компанії-розробника Dassault Aviation. За призначенням літак можна порівняти з літаком F-15 Eagle чи F-15E Strike Eagle. Літак спеціально розроблявся як дальній перехоплювач та винищувач-бомбардувальник.
На початку 1980-х програму розробки згорнули одразу після того як Саудівська Аравія обрала літак F-15 основним літаком, а ВПС Франції, у свою чергу, були більше зацікавлені в літаку Mirage 2000. Деякий досвід з розробки Mirage 4000 було перенесено на літак Rafale. Прототип літака Mirage 4000 тепер можна побачити лише у Музеї авіації та космонавтики в Парижі.

## Технічні характеристики

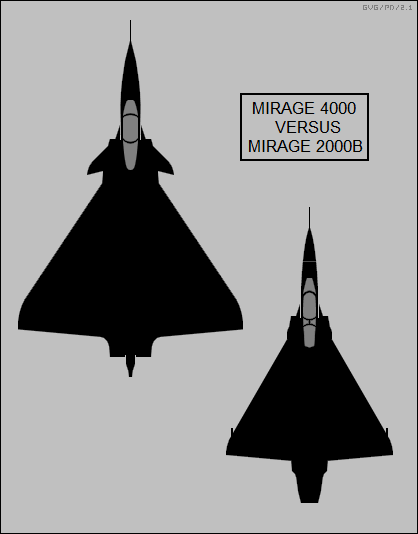
Порівняльні розміри літаків Mirage 4000 та Mirage 2000

### Dassault Mirage 4000
Джерело: Dassault Aviation. 
Основні характеристики
- Екіпаж: 1 людина
- Довжина: 18,70 м (61 фут 4 дюйма)
- Висота: 5,80 м (19 футів)
- Розмах крила: 12,00 м (39 футів 4 дюйма)

- Площа крила: 73 м² (785 футів² )
- Силова установка: 2 × газотурбінних з форсажною камерою Snecma M53-2
- Тяга: 2 × 95 кН (22 000 фунтів)

Льотні характеристики
- Бойовий радіус: 2 000 км (1 200 миль)